# Ивашево (Ногинский район)
Ива́шево — деревня в Богородском городском округе Московской области. 
Основное назначение земель — сельское хозяйство.

## Население
| 1852 | 1859 | 1926 | 2002 | 2006 | 2010 |
| ---- | ---- | ---- | ---- | ---- | ---- |
| 162  | ↗183 | ↗529 | ↘138 | ↘130 | ↗178 |

## История
История Ивашево тесно связано с главной здешней достопримечательностью — Троицкой церковью. Эта церковь была возведена здесь в 1810 году Агрофеной Петровной Небольсиной. По некоторым данным, храм отстроили на месте старой разрушенной деревянной церкви.
Здание Троицкой церкви было построено здесь в стиле раннего классицизма. У входного портала храма расположено шесть колонн. Само здание овальной формы и уходит в землю своим фундаментом на три метра в глубину. Все здание выстроено преимущественно из красного кирпича.
При советской власти в 1917 году сёла Троицкое и Ивашево были соединены в одно — Ивашево. Церковь разграбили и превратили её в гараж для грузовых машин и машин сельского назначения. Только в 1990-е церковь начали восстанавливать. Но восстановление идет медленно из-за нехватки средств.
В селе родился Герой Советского Союза Николай Круглов.
В деревне 13 улиц: Городок, Коммунистическая, Красная, Ленина, Лесная, Луговая, Массив 1, Массив 2, Московская, Новая, Светлая, Советская и Троицкая.
В 2012 году в Ивашево был образован микрорайон Южный, на территории которого организован коттеджный поселок «Южное Ивашево» площадью 10 гектар, располагается в красивом поле у черты леса, состоит из 78 участков. С 2013 года рядом под брендом «Новое Ивашево» активно застраивается коттеджами поле на месте бывших крестьянских хозяйств.

## Транспорт
В Ивашево есть автобусное сообщение с Ногинском и Электроуглями. Здесь проходит маршрут автобуса № 31 «Ногинск — Электроугли — Вишняково».

## Фотографии
- Троицкий храм, 2008 год
- Погост возле храма
- Колокольня церкви Троицы Живоначальной